# José Faes
José Faes (Mieres, 1848- Mieres, 7 de julio de 1874) fue un guerrillero carlista español.

## Biografía
Era cazador de osos y se dio a conocer en la tercera guerra carlista, cuando comandó varios grupos de soldados. Fue nombrado teniente coronel organizando el primer batallón ligero de Asturias. Entre 1872 y 1874 mandó las partidas levantadas en Aller, Mieres, Lena y Quirós. Al frente de sus voluntarios, realizó victoriosas incursiones por toda Asturias, y la parte norte de León. Con el batallón ocupó para el bando carlista las villas de Llanes, Infiesto, Mieres, Pola de Lena y la zona de Pajares. Su lugarteniente fue José María "el Vizcaíno".
El 7 de julio de 1874 falleció en un combate con las tropas del liberal Timoteo Sánchez en los alrededores de Mieres, muy cerca del Palacio del Vizconde Heredia, en la pedanía de Villarejo, defendiendo la villa que fuera cabeza del carlismo asturiano del ataque republicano. Al caer, fue sucedido por Melchor Valdés-Hevia como comandante en jefe del carlismo en la Montaña Central Asturiana, pero el movimiento insurrecto quedó muy debilitado.
En 1934 tradicionalistas ovetenses compusieron un poema loando sus hazañas, en algunos de cuyos versos decía:

En la Pasera de Mieres

las mozas están llorando

y hasta el tren que va a la fábrica

silva más triste y más largo,

en el fondo de las minas

las candelas se apagaron

y el Caudal, desde los montes,

trae aguas de amargo llanto...